# Дајна Џејн
Дајна Џејн Милика Илаисане Хансен (енгл. Dinah Jane; Санта Ана, 22. јун 1997) је америчка певачица и бивша чланица мултиплатинасте групе Фифт Хармони. Након најаве прекида групе 2018. године, Џејн је потписала уговор као соло извођач са HitCo Entertainment. 

## Биографија
Дајна Џејн је одрасла у Санта Ани у Калифорнији и ћерка је Гордена Хансена и Милике Амасио.  Најстарија од 8 деце, одрасла је са преко 24 члана породице у свом дому.  Џејн је тонганског, самоанског, фиџијског и данског порекла.   Она је члан Цркве Исуса Христа светаца последњих дана.  
Одгајана у музичкој породици, Џејн се упознала са музиком са 4 године. Први пут је наступила у јавности са седам година певајући националну химну и певала је на локалним догађајима у округу Оринџ. 

## Каријера
Учествовала је у америчкој верзији Икс фактора и стављена је у групу заједно са Ели Брук, Нормани, Лорен Хауреги и Камилом Кабељо како би формирала групу девојака сада познату као Фифт Хармони. Група је стигла до финала и заузела треће место. 
2015. године, Џејн се пријавила на аудицију за улогу главног лика у тада надолазећем анимираном филму Моана; међутим, улога јој на крају није припала.   Била је представљена у песми RedOne "Boom Boom" заједно са Деди Јанкијем и Френч Монтаном. Сингл је објављен у октобру 2017. године.   Следећег месеца, Џејн је певала химну Тонга Ko e fasi ʻo e tuʻi ʻo e ʻOtu Tonga на полуфиналној утакмици Светског првенства у рагбију 2017. 
У августу 2018. године објављено је да је Џејн потписала уговор о соло албуму са Hitco Entertainment, који су основали ЛА Рид и Чарлс Голдстук.  Објавила је свој дебитантски соло сингл „Bottled Up“ 21. септембра 2018. године. 

## Утицаји
Џејн је описала своју музику као „урбани Р&Б... сусреће се од 90-их до 2000-их”.  Њени музички утицаји су Кристина Агилера,  Пети Лабел, Бијонсе, Лиона Луис, Мараја Кери и Ета Џејмс.   

## Дискографија
| Наслов             |
| Дина Џејн 1 (2019) |
| ------------------ |